# Benito Pérez Brito

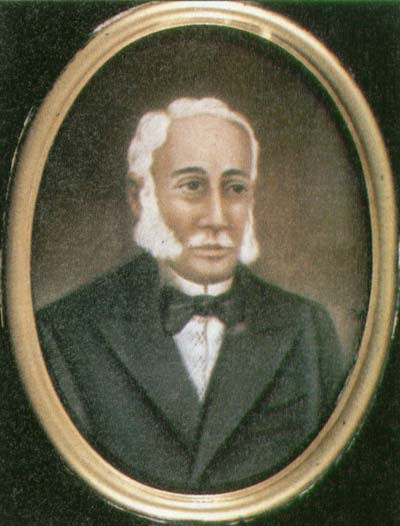
Benito Pérez Brito

Benito Pérez Brito de Valdelomar (* 1747 in Barcelona, Spanien; † 1813 in Panama-Stadt, heute Panama) war ein spanischer Offizier und Kolonialverwalter, der als Vizekönig von Neugranada amtierte.

## Leben

### Militärkarriere
Pérez Brito arbeitete als Ingenieur in der königlich spanischen Armee. Er diente zunächst im Algerienfeldzug der Spanier und im Krieg in Portugal. Unter Befehl von Bernardo de Gálvez nahm er teil an der Schlacht um Pensacola (1781) und bei der Einnahme von Mobile (Alabama).
1783 reiste er mit José de Ezpeleta nach Mexiko. Dort arbeitete er als Kartograf und erstellte topografische Karten der Gegenden zwischen Acapulco und Guatemala.
1797 wurde er als Oberst in Puerto Rico eingesetzt und überwachte dort die Befestigungsarbeiten, um den Angriff der Engländer zurückzuwerfen.
1799 wurde er zum Generalkapitän von Yucatán ernannt und amtierte dort in Mérida bis 1810.

### Amtszeit als Vizekönig von Neugranada
Im August 1810 ernannte der Regierungsrat in Cádiz Pérez Brito zum Vizekönig von Neugranada, als Ersatz für Francisco Javier Venegas, der eigentlich als Nachfolger von Antonio Amar y Borbón vorgesehen gewesen war, aber kurzfristig als Vizekönig von Neuspanien eingesetzt wurde.
Das Vizekönigreich befand sich zu dieser Zeit bereits in Auflösung: Weite Teile der Kolonie befanden sich in der Hand der Unabhängigkeitsbewegung, darunter auch die Hauptstadt Bogotá.
Pérez Brito reiste zunächst nach Havanna, um militärische Verstärkung für den Kampf gegen die Rebellen zu bekommen. Nachdem auch Mexiko und die anderen Teile der spanischen Kolonien in Südamerika im Aufruhr standen, blieb dieses Bemühen erfolglos.
Zunächst errichtete er 1812 in Portobelo die Real Audiencia für das Vizekönigreich. Später organisierte  er eine provisorische Regierung für die spanisch kontrollierten Teile Neugranadas in Panamá.
Er versuchte die royalistischen Kräfte in Santa Marta zu unterstützen, für wirksame militärische Aktionen gegen die Aufständischen fehlten ihm freilich die Mittel. Im Juni 1813 trat er von seinem Amt zurück und starb bald darauf in Panama.